# Cheetos
 (mars 2024).
Si vous disposez d'ouvrages ou d'articles de référence ou si vous connaissez des sites web de qualité traitant du thème abordé ici, merci de compléter l'article en donnant les références utiles à sa vérifiabilité et en les liant à la section « Notes et références ».
 (septembre 2023).
Le contenu est difficilement compréhensible vu les erreurs de traduction, qui sont peut-être dues à l'utilisation d'un logiciel de traduction automatique.
Cheetos ou Chipito en Belgique (anciennement dénommé Chee-tos jusqu'en 1998) est une marque de collations soufflées au fromage créée par Frito-Lay, une filiale de PepsiCo. Le créateur de Fritos, Charles Elmer Doolin, a inventé Cheetos en 1948 et a commencé la distribution nationale aux États-Unis. Le succès initial de Cheetos a contribué à la fusion entre The Frito Company et HW Lay & Company en 1961 pour former Frito-Lay. En 1965, Frito-Lay est devenue une filiale de The Pepsi-Cola Company, formant PepsiCo, l'actuel propriétaire de la marque Cheetos.

## Mascotte
Chester Cheetah est un personnage fictif et constitue la mascotte de Frito-Lay de Cheetos, collations de marque ainsi que des collations de Chester qui se compose de frites aromatisées, de pop-corn et puffcorn.

### Histoire

#### 1986 à 2002: animation traditionnelle
La mascotte originale de Cheetos était la souris Cheetos, qui a fait ses débuts en 1971 et a disparu vers 1979. En 1986, Chester Cheetah a été créé par Brad Morgan, qui a dirigé les publicités et conçu le personnage, et Stephen Kane qui a écrit les scripts originaux pour les publicités télévisées . L'animation originale de 24 images a été réalisée par Richard Williams. Après l'introduction de Chester, le guépard à la voix douce et sournoise a commencé à jouer dans plus de publicités et est finalement devenu la mascotte officielle de Cheetos. Il a utilisé les slogans « It's not easy being cheesy » et « The cheese that goes crunch » de 1986 à 1995, jusqu'à ce qu'il devienne « Dangerously cheesy » à partir de 1999.
Le personnage de Chester a subi une légère refonte en 1997, avec l'introduction du slogan « Dangerously cheesy » et Pete Stacker remplaçant Joel Murray en tant que doubleur. Chester a commencé à apparaître dans des publicités hybrides en direct / animées où il est entré dans le monde réel. Pendant ce temps, les publicités ont commencé à le dépeindre d'une manière moins antagoniste ; il est passé de maladroit à suave et branché; il a en fait réussi à manger des Cheetos contrairement aux publicités plus anciennes.

#### 2005 à 2011: animation par ordinateur
Aux États-Unis en 2005, Chester a été rendu comme un personnage généré par ordinateur, mais il a continué à apparaître dans son ancien style d'animation dans d'autres pays.

#### Depuis 2009: reconception OrangeUnderground
En 2009, Cheetos visait une population adulte avec une série d'annonces mettant en vedette la mascotte dans la promotion d'OrangeUnderground. Dans cette réincarnation, Chester (à l'origine une marionnette) est animé par ordinateur mais dorénavant avec des textures / détails photoréalistes; il parle avec un accent du milieu de l'Atlantique. Dans cette incarnation, Chester est doublé par Adam Leadbeater.